# Операція «Картковий будинок»
На тлі протистояння між іранськими силами в Сирії та Ізраїлем, та у відповідь на обстріл своєї території, в травні 2018 року армія оборони Ізраїлю провела військову операцію «Картковий будинок» (англ. Operation House of Cards, івр. מִבְצָע בֵּית הַקְלָפִים, mivtza beit haKlafim) під час якої завдала ракетно-бомбові удари по військових об'єктах Ірану в Сирії.

## Передумови
Після атаки на авіабазу Тіас 9 квітня та атаки на склади боєприпасів в Сирії 29 квітня, внаслідок яких загинули іранські військові радники та проурядові бійці з Корпусу вартових Ісламської революції, Іран пообіцяв дати відповідь на ці напади, звинувативши в них Ізраїль. За даними розвідки Ізраїлю, іранські та сирійські війська готувалися використати ракети «поверхня-поверхня» та артилерію проти військових об'єктів на ізраїльській території.
30 квітня, прем'єр-міністр Ізраїлю Беньямін Нетаньягу заявив, що діючі агенти Моссаду в Тегерані викрали десятки тисяч документів, які свідчать, що навіть після того, як ядерна програма Ірану була заморожена, країна таємно продовжила свої зусилля по дослідженню і придбанню ядерної зброї, тим самим порушивши Спільний всеосяжний план дій. Ця заява передували рішенню президента США Дональда Трампа щодо припинення участі Сполучених Штатів в ядерній угоді з Іраном, і, за словами Трампа, оприлюднена Ізраїлем інформація є важливим фактором, який вплине на його рішення. 8 травня, Дональд Трамп оголосив про вихід США з ядерної угоди і накладення жорстких санкції на іранський режим якомого швидше.

## Події

### 8 травня
8 травня 2018, в перші години ночі, Сирія повідомила про напад на військову базу біля Аль-Кісва, звинувативши в цьому Ізраїль і стверджуючи, що їхні системи ППО перехопили дві ракети. За повідомленнями, метою атаки були ракетно-пускові установки у складі іранського конвою, що базуються в Аль-Кісве. Наступного дня, Сирійський центр моніторингу за дотриманням прав людини повідомив, що через атаку загинуло не менше 15 бійців, включаючи 8 іранських.

### 10 травня
10 травня 2018, в 00:10 UTC+3, Ізраїль повідомив, що в бік Голанських висот було випущено 20 ракет, чотири з яких були перехоплені Залізним куполом, а решта впали на відкритій місцевості. Інформація про жертва та збитки не надходила. Згідно з ізраїльською армією, під час атаки використовувалися системи «Град» та ракети Фаджр-5.
У відповідь на це, ізраїльські літаки атакували десятки сирійській військових об'єктів, серед них військові бази, склади боєприпасів, логістичні центри, розвідувальні пункти та ракетні системи, включаючи ті, які були задіяні в атаці на Ізраїль. Також, ізраїльські сили атакували ряд сирійських систем ППО: С-75, С-200, «Бук» та Панцирь-С1. За словами міністра оборони Авігдора Лібермана, Ізраїль вразив майже всю іранську інфраструктуру в Сирії. Речник ізраїльської армії, підполковник Йонатан Конрікус, заявив, що атака Повітряні сили Ізраїлю була найбільшою операцією за останні роки. В той час, сирійські сили заявили, що знищили в повітрі «десятки» ракет.